# Luis Royo
Luis Royo (Olalla, 1954) è un illustratore spagnolo, il più famoso esponente europeo di arte fantasy.
Considerato uno dei più importanti illustratori contemporanei le sue opere sono improntate sui generi fantastico ed erotico.

## Biografia
Nasce nel 1954 ad Olalla, nella provincia di Teruel. Studia delineazione tecnica, pittura, decorazione e design d'interni nella Scuola di Maestria Industriale e la Scuola di Arti Applicate a Saragozza. Nel frattempo lavora anche in diversi studi di disegno di interni e decorazione tra il 1970 e il 1971. In questo periodo oltre all'attività lavorativa coltiva anche la sua passione per la pittura. Influenzato dal Maggio francese e dai moti del '68, realizza opere di grande formato a sfondo sociale che presenta in esposizioni collettive tra il 1972 e il 1976; ad esse seguiranno varie esposizioni individuali nell'anno successivo. A partire dal 1978, con l'avvento dei fumetti per adulti, decide di avvicinarsi a questo mondo preferendo ad altri, artisti come Enki Bilal e Moebius. Successivamente inizia a realizzare fumetti per alcune riviste amatoriali e nel 1980, ha modo di esporre le sue opere nel Salone del Fumetto di Angoulème. Negli anni 1981-1982, lasciato definitivamente il suo lavoro a seguito della nascita del figlio, pubblica i suoi lavori su riviste quali Comix International, Rambla e occasionalmente El Vibora e Heavy Metal. Nel 1983, al Salone del Fumetto di Saragozza, incontra Rafael Martínez e, su richiesta di quest'ultimo, realizza cinque illustrazioni per Norma Editorial. Inizia così la sua carriera di illustratore presso la casa editrice spagnola. Lavora anche negli Stati Uniti, in Inghilterra e in Svezia ricevendo l'incarico di disegnare le copertine di diversi libri, videocassette e videogiochi per case editrici internazionali come Warner Books, Tor Books, Berkley Books, Avon, Batman Book e National Lampoon, ed europee come Cimoc, Fumetto Art, Ere Comprimée. Nel 1986, la spagnola Ikusager Ediciones pubblica Sfasamento, un albo a fumetti sperimentale.

Nel 1992 viene pubblicato in Spagna il libro Women, una selezione delle sue illustrazioni realizzate nei precedenti otto anni. La stessa raccolta viene pubblicata da Soleil Productions lo pubblica in Francia ed Edition Comic Forum in Germania. Nel 1993, Fumetto Images lancia sul mercato una collezione di trading cards con le sue illustrazioni, chiamata From Fantasy To Reality. Nel 1994, viene pubblicato un secondo libro di illustrazioni dal titolo Malefic che venne pubblicato da Soleil in Francia, Hazard in Italia e Konemann in altri paesi. Nel contempo Women esce con una nuova edizione.
Ma il successo di Royo non si ferma qui; editori come Ballantine, Comix, Zebra, Nal, Daw, Doubleday, Harper Paperbacks, Fasa Corporation, Penthouse ed ancora Pocket Books (per Star Trek) e la Marvel (per gli X-Men) gli commissionano le copertine dei loro libri e pubblicazioni.

Ben presto le illustrazioni di Royo invaderanno il mercato e le sue opere verranno impresse su magliette, mouse, calendari, tazze, gadget, cartoline ecc. Anche il microcosmo degli amanti dei tatuaggi e dell'aerografia utilizzano le sensuali figure di Royo per creare le loro opere su pelle umana, caschi, moto, giubbotti ecc...

A partire dal 1995 esce anche sul mercato la sua terza edizione di trading cards, The Best Of Royo. Nel 1996 esegue la copertina di Penthouse in Germania e Stati Uniti. La consacrazione di questo grande artista arriva con il premio Silver Award SPECTRUM III, riconoscimento dato ai migliori artisti fantasy.

## Opere pubblicate

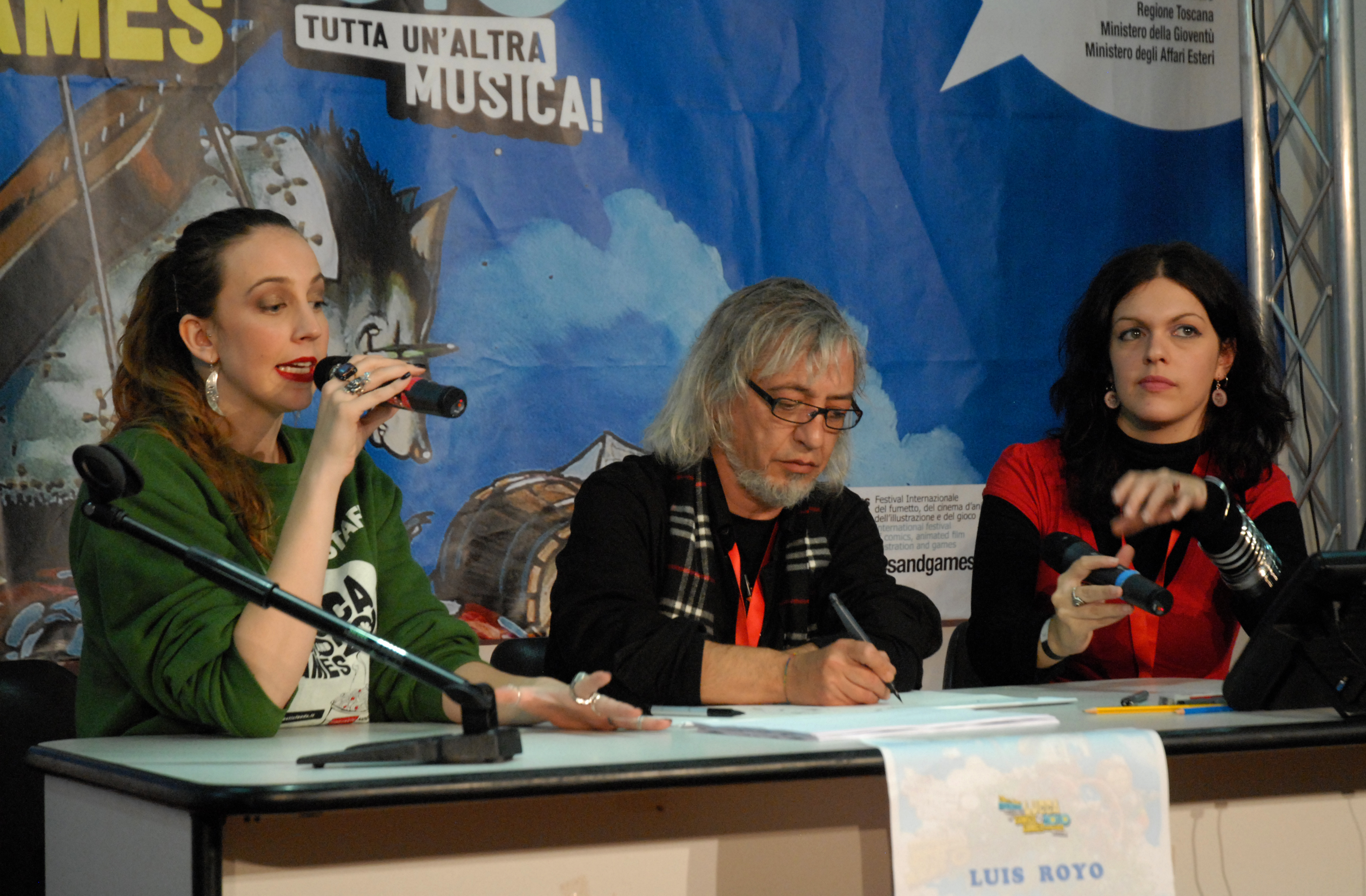
Royo a Lucca Comics & Games 2010

- Women (Donne) (1992), Logos 1998, ISBN 978-88-7940-083-1
- Malefic (1994), Hazard 1998, ISBN 978-88-86991-04-9
- Secrets (1996), Logos 1998, ISBN 978-88-7940-063-3
- III Millennium (1998), Logos 1998, ISBN 978-88-7940-082-4
- Dreams (1999), Logos 1999, ISBN 978-88-7940-092-3
- Prohibited Book (1999), Hazard 1999, ISBN 978-88-86991-28-5
- Evolution (2001), Logos 2001, ISBN 978-88-7940-156-2
- Prohibited Book II (2001), Norma 2001, ISBN 978-84-8431-343-4
- Conceptions I (2002), Hazard 2002, ISBN 978-88-86991-82-7
- Visions (2003), Norma 2003, ISBN 978-84-8431-724-1
- Prohibited Book III (2003), Norma 2003, ISBN 978-84-8431-760-9
- Conceptions II (2003), Norma 2003, ISBN 978-84-9847-113-7
- Fantastic Art (2004), Norma 2004, ISBN 978-84-9847-053-6
- Prohibited Sketchbook (2004), Norma 2004, ISBN 978-84-96370-12-8
- The Labyrinth: Tarot (2004), Norma 2004, ISBN 978-84-96415-50-8
- Conceptions III (2005), Norma 2005, ISBN 978-84-9814-286-0
- Subversive Beauty (2005), Norma 2005, ISBN 978-84-9814-483-3
- Wild Sketches (2006), Norma 2006, ISBN 978-8498147551
- Dark Labirynth (2006), Norma 2006, ISBN 978-84-9814-674-5
- Wild Sketches II (2007), Norma 2007, ISBN 978-84-9814-825-1
- Dome (2007) (con Romulo Royo), Norma 2007, ISBN 978-84-9847-083-3
- Wild Sketches III (2008), Norma 2008, ISBN 978-84-9847-051-2
- Dead Moon (2009), Rizzoli Lizard 2009, ISBN 978-88-17-03397-8
- Dead Moon: Epilogue (2010), Rizzoli Lizard 2010, ISBN 978-88-17-04048-8
- Prohibited book. Ediz. integrale definitiva (2010), Rizzoli Lizard 2010, ISBN 978-88-17-04246-8
- Malefic Time: Apocalypse (2012) (con Romulo Royo), Rizzoli Lizard 2012, ISBN 978-88-17-05572-7
- Malefic Time: Le 110 katane (2013) (con Romulo Royo), Rizzoli Lizard 2014, ISBN 978-88-17-07284-7
- Malefic Time: Akelarre (2016) (con Romulo Royo), Rizzoli Lizard 2016, ISBN 978-88-17-09133-6